# Листи до німецького друга
Листи до німецького друга (англ. Lettres à un ami allemand) — це збірка хронік, написаних письменником Альбером Камю і опублікованих у газеті Combat. Збірка вийшла друком у 1945 році у видавництві Gallimard.

## Зміст
Твори охоплюють значну частину життя Альбера Камю і представлені у трьох томах:
- Лист № 1: опублікований у липні 1943 року в № 2 «Revue Libre»;
- Лист № 2: опублікований у «Les Cahiers de la Libération» у 1944 році під псевдонімом Луї Ньовілль;
- Лист № 3: опублікований у журналі «Libertés» на початку 1945 року;
- Лист № 4: неопублікований.

- Потім збірка була опублікована видавництвом Gallimard і присвячений поетові Рене Лейно[fr], з яким Камю познайомився в Ліоні під час Опору.

"Вони мали на меті, — пише Камю у передмові, — пролити світло на сліпу боротьбу, в яку ми були втягнуті, і таким чином зробити цю боротьбу більш ефективною. Тут Камю використовує процедуру написання уявного листа до такого ж уявного друга. В останньому листі міститься така дорога для Камю цитата з Обермана: «Людина тлінна. Можливо; але давайте гинути, чинячи опір, і якщо на нас чекає небуття, не будемо робити з цього правосуддя».
Своєму німецькому другові, який відстоює велич своєї країни, Камю відповідає, що справедливість вища за велич і що, в будь-якому разі, не всі засоби є добрими для забезпечення її переваги. Хоробрість має силу лише тоді, коли вона підпорядкована розуму. Німеччина хотіла домінувати в Європі, тоді як Франція сподівалася на спільну пригоду . Обидві вірили, що над цим світом не панує «вищий розум», трансцендентний. Якщо німець міг зробити висновок, що все дозволено, то Камю відмовився від відчаю і звернувся до справедливості. «Я все ще вірю, що цей світ не має вищого сенсу, — писав він їй. Але я знаю, що дещо в ньому має сенс, і це людина, бо вона єдина істота, яка вимагає його мати».

## Український переклад
- Альбер Камю: Лист до німецького друга. пер. з франц. Роман Осадчук // Вибрані твори у трьох томах. 3-й том. - Харків: Фоліо, 1997.